# Liste der Premierminister von Niue
Dies ist die Liste der Premierminister von Niue.

## Premiers von Niue
| No. | Porträt                       | Name (Geb.–Tod)             | Amtszeit          | Amtszeit            | Amtszeit    | Partei                          | Wahlen              |
| No. | Porträt                       | Name (Geb.–Tod)             | Amtsantritt       | Amtszeitende        | Amtszeit    | Partei                          | Wahlen              |
| --- | ----------------------------- | --------------------------- | ----------------- | ------------------- | ----------- | ------------------------------- | ------------------- |
| 1   |                               | Sir Robert Rex (1909–1992)  | 19. Oktober 1974  | 12. Dezember 1992 † | 18 a, 54 t  | Unabhängig (1974–87)            | 1975 1978 1981 1984 |
| 1   | Niue People’s Party (1987–92) | Sir Robert Rex (1909–1992)  | 19. Oktober 1974  | 12. Dezember 1992 † | 18 a, 54 t  | 1987 1990                       |                     |
| 2   |                               | Young Vivian (geb. 1935)    | 12. Dezember 1992 | 9. März 1993        | 87 t        | Niue People’s Party             | –                   |
| 3   |                               | Frank Lui (1935–2021)       | 9. März 1993      | 26. März 1999       | 6 a, 17 t   | Unabhängig                      | 1993 1996           |
| 4   |                               | Sani Lakatani (geb. 1936)   | 26. März 1999     | 1. Mai 2002         | 3 a, 36 t   | Niue People’s Party             | 1999                |
| (2) |                               | Young Vivian                | 1. Mai 2002       | 19. Juni 2008       | 6 a, 49 t   | Niue People’s Party (2002–2003) | 2002                |
| (2) | Unabhängig (2003–2008)        | Young Vivian                | 1. Mai 2002       | 19. Juni 2008       | 6 a, 49 t   | 2005                            |                     |
| 5   |                               | Sir Toke Talagi (1951–2020) | 19. Juni 2008     | 11. Juni 2020       | 11 a, 358 t | Unabhängig                      | 2008 2011 2014 2017 |
| 6   |                               | Dalton Tagelagi (geb. 1968) | 11. Juni 2020     |                     |             | Unabhängig                      | 2020 2023           |